# Kościół Najświętszego Serca Pana Jezusa w Glisnem
Kościół Najświętszego Serca Jezusowego w Glisnem – murowana świątynia rzymskokatolicka w miejscowości Glisne, pełniąca obecnie funkcję kościoła parafialnego miejscowej parafii.

## Historia
Budowę kaplicy w Glisnem rozpoczęto z inicjatywy księdza Józefa Karpierza w 1977. Obiekt został uznany za samowolę budowlaną i ówczesne władze wydały nakaz jego rozbiórki. Mieszkańcy wsi zmobilizowali się jednak i obronili swą świątynię. Poświęcono ją 15 października 1977. W późniejszych latach dobudowano do niej Kaplicę Fatimską.
W 2006 na skutek dekretu biskupa Stanisława Dziwisza, powołującego w Glisnem parafię, kaplica stała się kościołem parafialnym.

## Wnętrze
Wystrój wnętrza kościoła zaprojektowany został przez krakowskich architektów Krystynę i Stanisława Juchnowiczów. Wykorzystano elementy stalowe, kamienne, ale przede wszystkim drewno.
Obrazy znajdujące się w kościele zostały namalowane przez Jerzego Koleckiego z Rabki. Na szczególną uwagę zasługują zwłaszcza znajdujący się w ołtarzu głównym obraz Najświętsze Serce Pana Jezusa oraz znajdujący się w lewej części nawy obraz Matka Boża Partyzantów, ufundowany przez byłych żołnierzy Armii Krajowej i pobłogosławiony przez papieża Jana Pawła II.
Autorem rzeźb zdobiących kościół jest ludowy artysta z Raby Niżnej Zdzisław Kościelniak. Spod jego dłuta wyszły m.in. monumentalna Ostatnia Wieczerza, stacje Drogi Krzyżowej oraz płaskorzeźba Matka Boska Częstochowska.

## Galeria

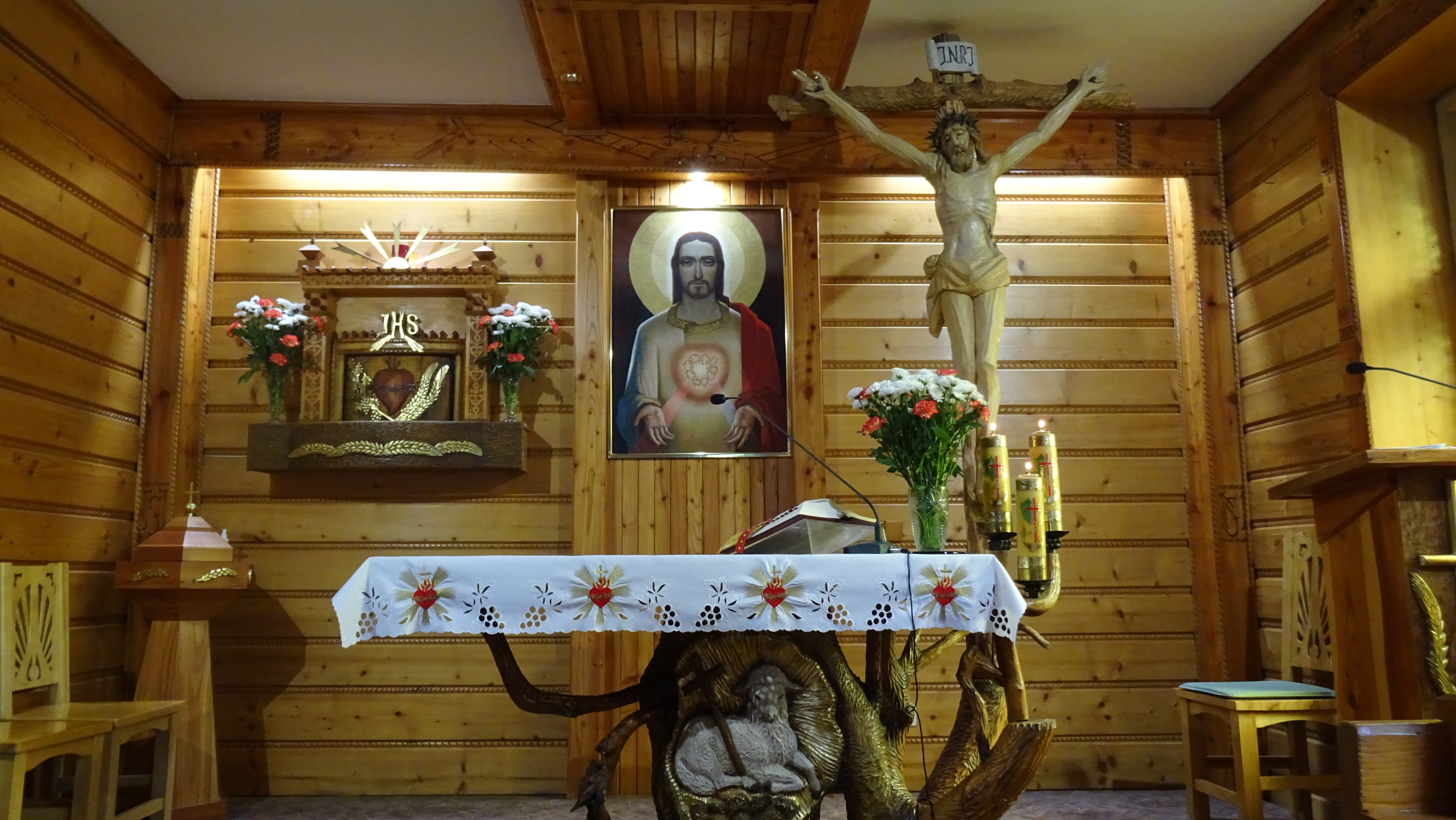
Ołtarz główny
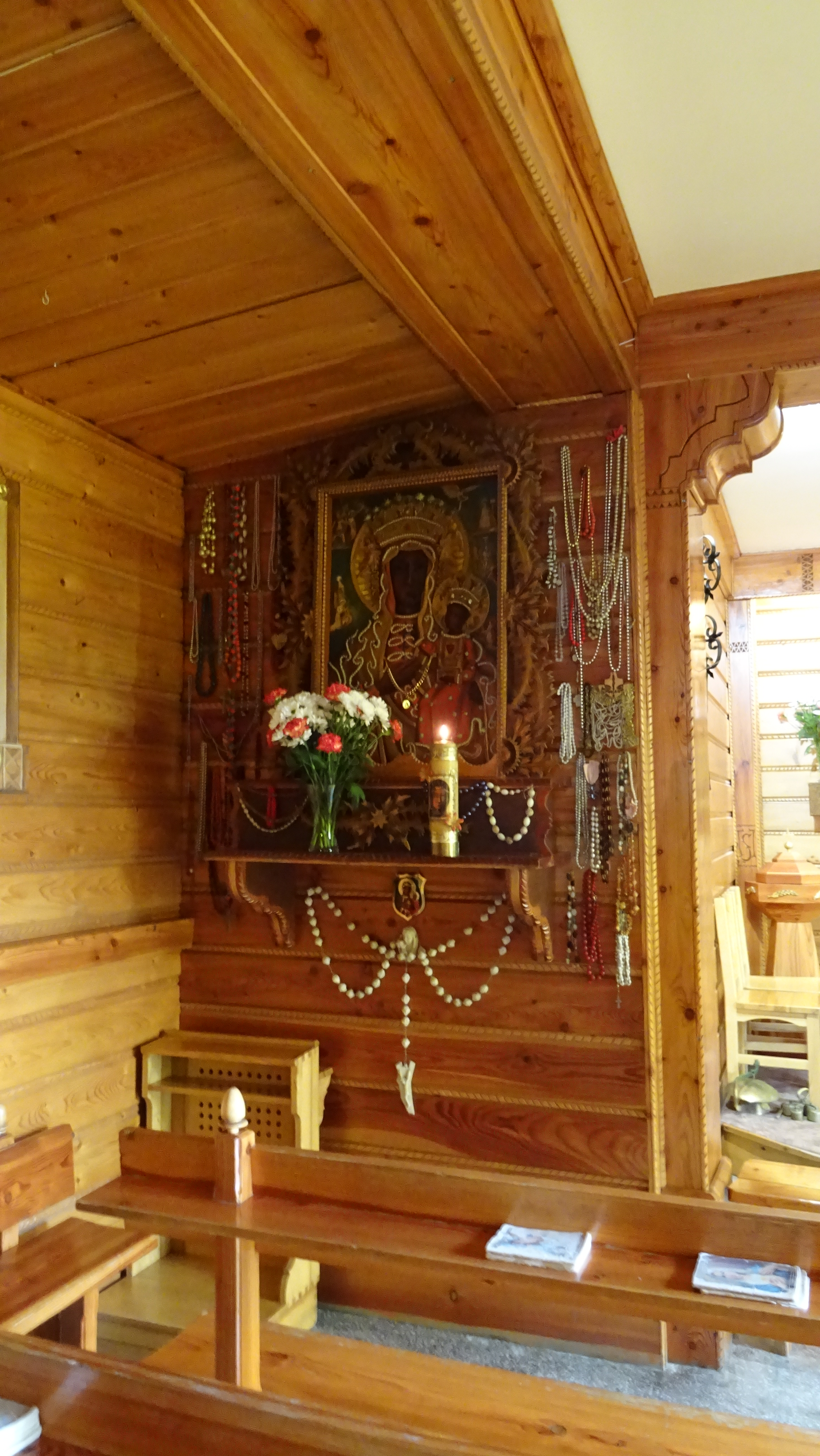
Wizerunek Matki Bożej Paryzantów
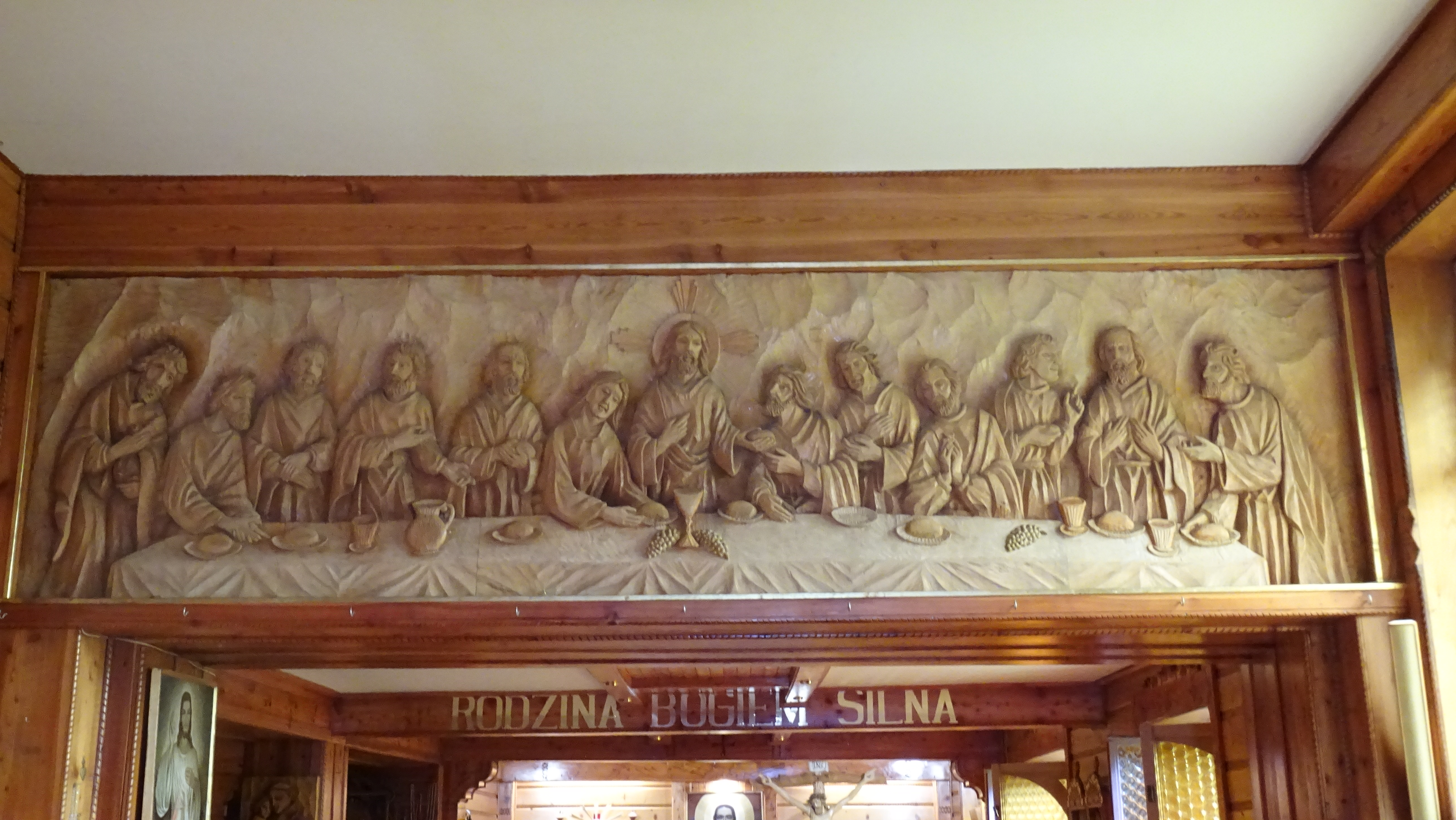
Ostatnia Wieczerza aut. Zdzisława Kościelniaka.
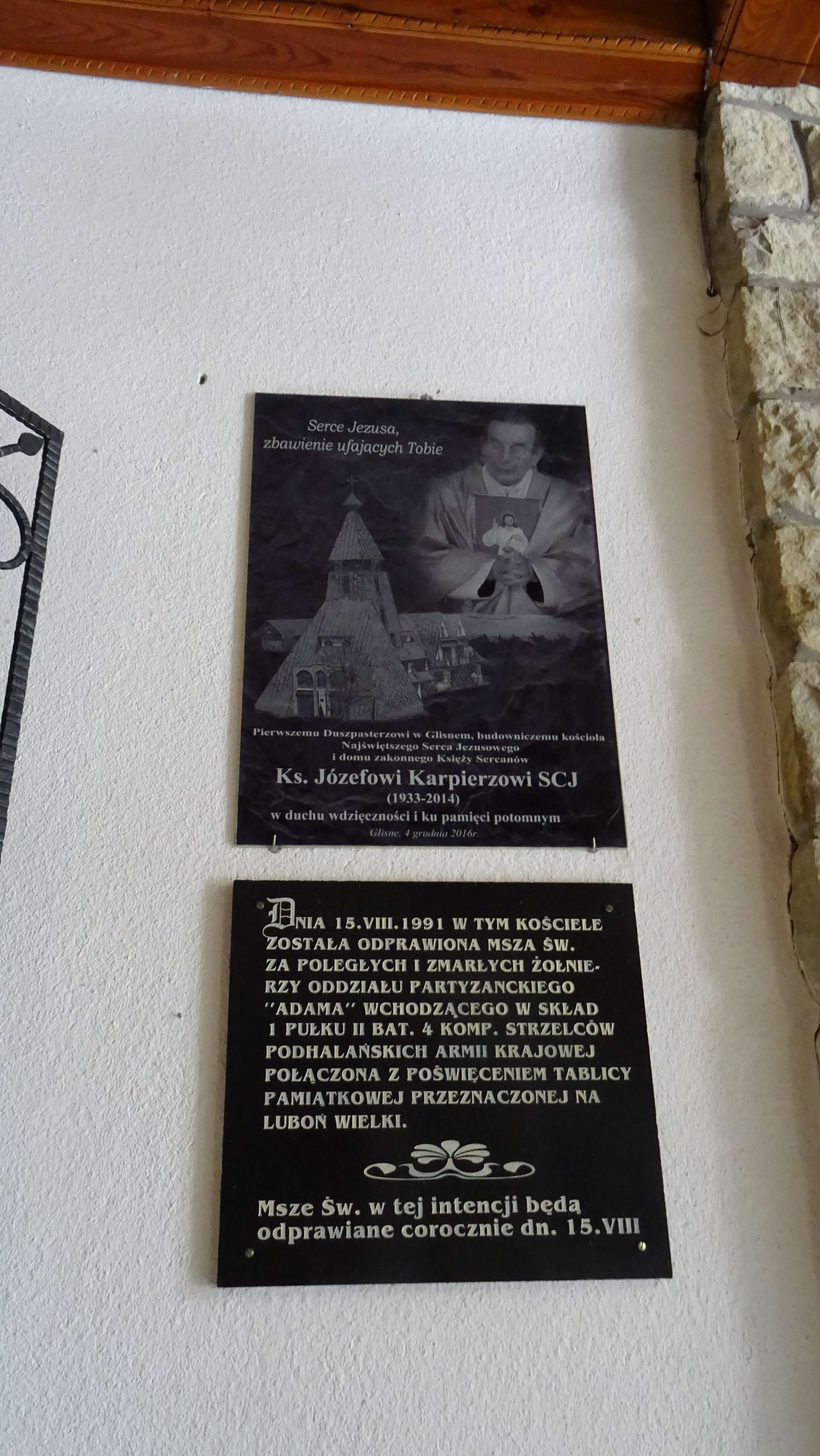
Tablica upamiętniająca ks. Józefa Karpierza
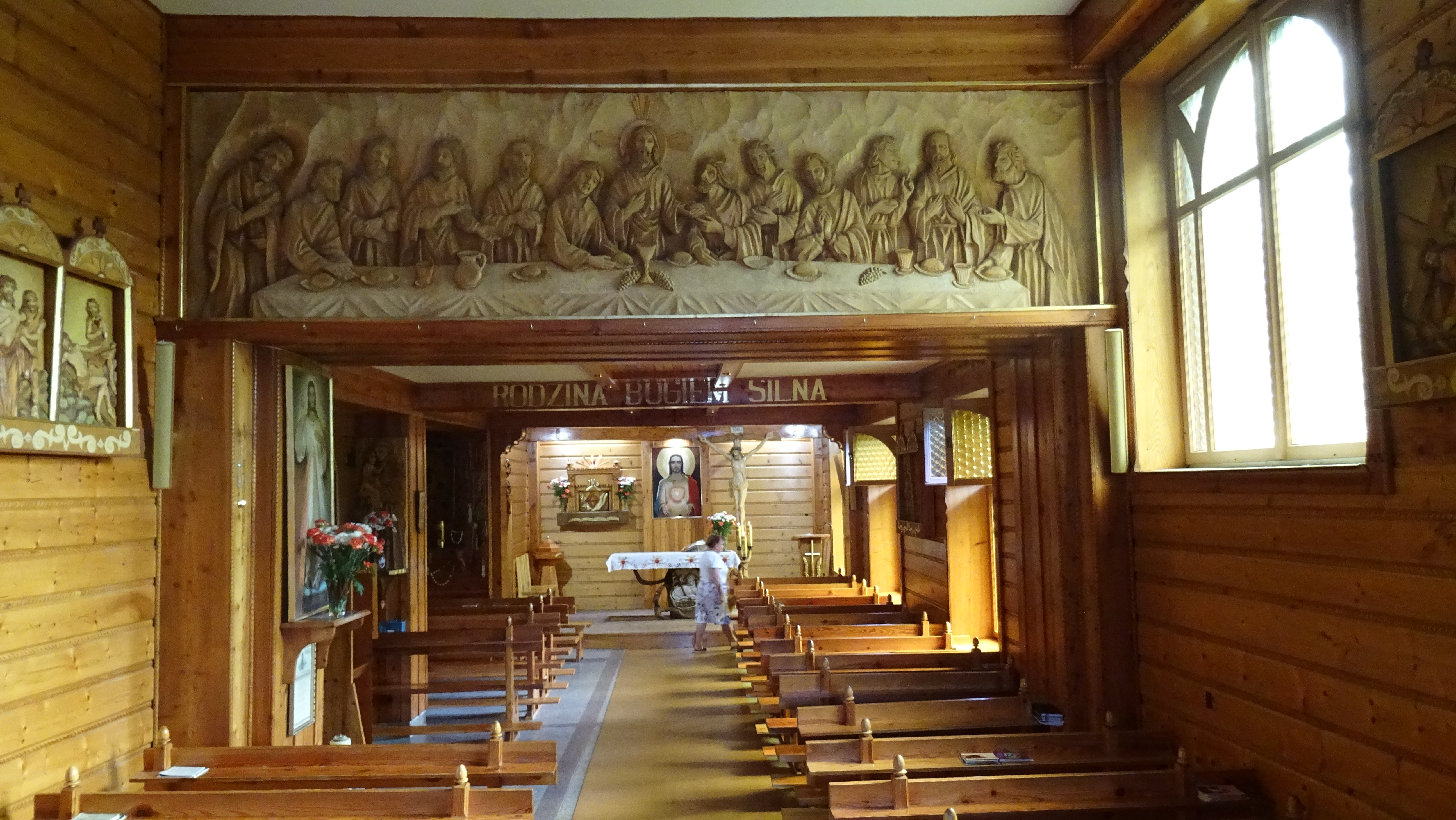
Widok ogólny wnętrza